# Eracleopoli
Eracleopoli (anche Heracleopolis Magna) è il nome greco di una città dell'antico Egitto, capitale del XX distretto (Sicomoro del Sud) dell'Alto Egitto. Il nome originario egiziano era Henet-nesut.
La città ebbe un momento di importanza politica durante le dinastie IX e X quando fu, di fatto, capitale dell'Egitto. Dopo la riunificazione dell'Egitto, Eracleopoli perse importanza e tornò ad occupare un ruolo politico di rilievo solamente durante la XXII dinastia egizia, quando fu capitale di un regno indipendente.
Il principale dio locale era Hershef (in greco Harsafes), una divinità dalla testa di ariete, il cui culto era strettamente legato a Ra e Osiride. Hershef era una divinità solare della giustizia, equivalente al greco Eracle, da cui deriva il nome della città.
Dopo la conquista araba del VII secolo, venne ribattezzata "Ahnas". Eracleopoli viene identificata con i siti archeologici di Ehnassiya Umm al-Kimam (o Ihnassiya) e di Ehnasiyyah el-Medineh (o Ihnassiyyah al-Madinah).
Si trova presso la città di Ihnasya el Madîna, a circa 15 km a ovest di Beni Suef nell'omonimo governatorato. Nei pressi della città corre il Bahr Yussef, uno dei bracci del Nilo.